# Acochlidium
Acochlidium Strubell, 1892 è un genere di molluschi gasteropodi della famiglia Acochlidiidae.

## Descrizione
Sono gasteropodi di acqua dolce di piccole dimensioni, privi di conchiglia, che presentano una massa viscerale che si distacca nettamente dal resto del corpo, formando una specie di gobba.

## Distribuzione e habitat
Tutte e tre le specie di questo genere vivono in corsi di acqua dolce di territori insulari dell'oceano Pacifico sud-occidentale.

## Tassonomia
Il genere comprende le seguenti specie:
- Acochlidium amboinense Strubell, 1892 - endemismo di Amboina (Molucche)
- Acochlidium bayerfehlmanni Wawra, 1980 - endemismo delle isole Palau
- Acochlidium fijiense Haynes & Kenchington, 1991 - endemismo delle isole Figi